# Paphnutius tonkinensis
Paphnutius tonkinensis är en insektsart som först beskrevs av Schmidt 1920.  Paphnutius tonkinensis ingår i släktet Paphnutius och familjen spottstritar. Inga underarter finns listade i Catalogue of Life.